# Hermerio Adson
Hermerio Adson fue un benedictino nacido a principios del siglo X en las montañas del Jura, en las inmediaciones de Condat (Saint-Claude), y fallecido en el año 992.

## Biografía
Hermerio, hijo de una familia noble, estudió en el monasterio de Luxeuil, que poseía ya una escuela célebre dirigida por los benedictinos.
Hermerio rápidamente se distinguió por su celo en cumplir sus deberes y tomó el hábito en el citado monasterio, en el cual llegó a ser abad.
Hermerio adquirió tal reputación que muchos obispos le encargaron organizar escuelas en sus diócesis y fue muchas veces consultado por varios reyes.
Hermerio murió en el año 992 en un viaje que había emprendido para visitar los Santos Lugares con Hilduino, conde de Arcy en Champaña.

## Obra
- Augustin Calmet hizo imprimir su Vida de san Mansueto, primer obispo de Toul, que insertó Edmond Martène en el tomo tercero de su Thesaurus novus anecdotorum, París, 1717, 5 tomos en folio.
- Se le atribuye un Tratado sobre el Anticristo compuesto a instancias de la reina Gerberga, esposa de Luis de Ultramar, que se imprimió con las obras de Alcuino y Rabano Mauro.
- Vida y milagros de san Valberto, tercer abad de Luxeuil y al mismo tiempo la historia de su monasterio, publicada por Jean Mabillon, interesante para la historia de la Edad Media (obras de Mabillon: Bibliotheca eclessiastica Mabillonica, Tratado de los estudios monásticos, Madrid: Blas Roman, 1779).